# 550 v. Chr.
Portal Geschichte | Portal Biografien | Aktuelle Ereignisse | Jahreskalender | Tagesartikel

◄ |
7. Jahrhundert v. Chr. |
6. Jahrhundert v. Chr. |
5. Jahrhundert v. Chr. |
►

◄ | 570er v. Chr. | 560er v. Chr. | 550er v. Chr. | 540er v. Chr. |
530er v. Chr. |
►

◄◄ | ◄ | 553 v. Chr. | 552 v. Chr. | 551 v. Chr. | 550 v. Chr. |
549 v. Chr. |
548 v. Chr. |
547 v. Chr. |
► |
►►

## Ereignisse

### Politik und Weltgeschehen
- Abdera wird von den Thrakern zerstört.

- Gründung von Agde unter dem Namen „Agathe Tyche“ (altgriechisch Ἀγαθὴ Τύχη Agathḕ Týchē, deutsch ‚gute und glückliche Fügung‘ (f. sg.)) durch kleinasiatische Griechen von Massalia (heute Marseille) aus

- Sieg der Achämeniden über die Meder, deren Reich dem Perserreich einverleibt wird. Persien wird dadurch Nachbar der Lydier.
- 555/550 v. Chr.: Battos III. wird als Nachfolger seines Vaters Arkesilaos II. König von Kyrene.

### Wirtschaft
- um 550 v. Chr.: In den griechischen Kolonien in Kleinasien und auf Aigina werden die ersten Silbermünzen geprägt. Auch der Tyrann Peisistratos in Athen fördert das Münzwesen.

### Wissenschaft und Technik
- Im babylonischen Kalender fällt das babylonische Neujahr des 1. Nisannu auf den 29.–30. März[1]; der Vollmond im Nisannu auf den 11.–12. April[1] und der 1. Tašritu auf den 21.–22. September[1].[2]

### Kultur

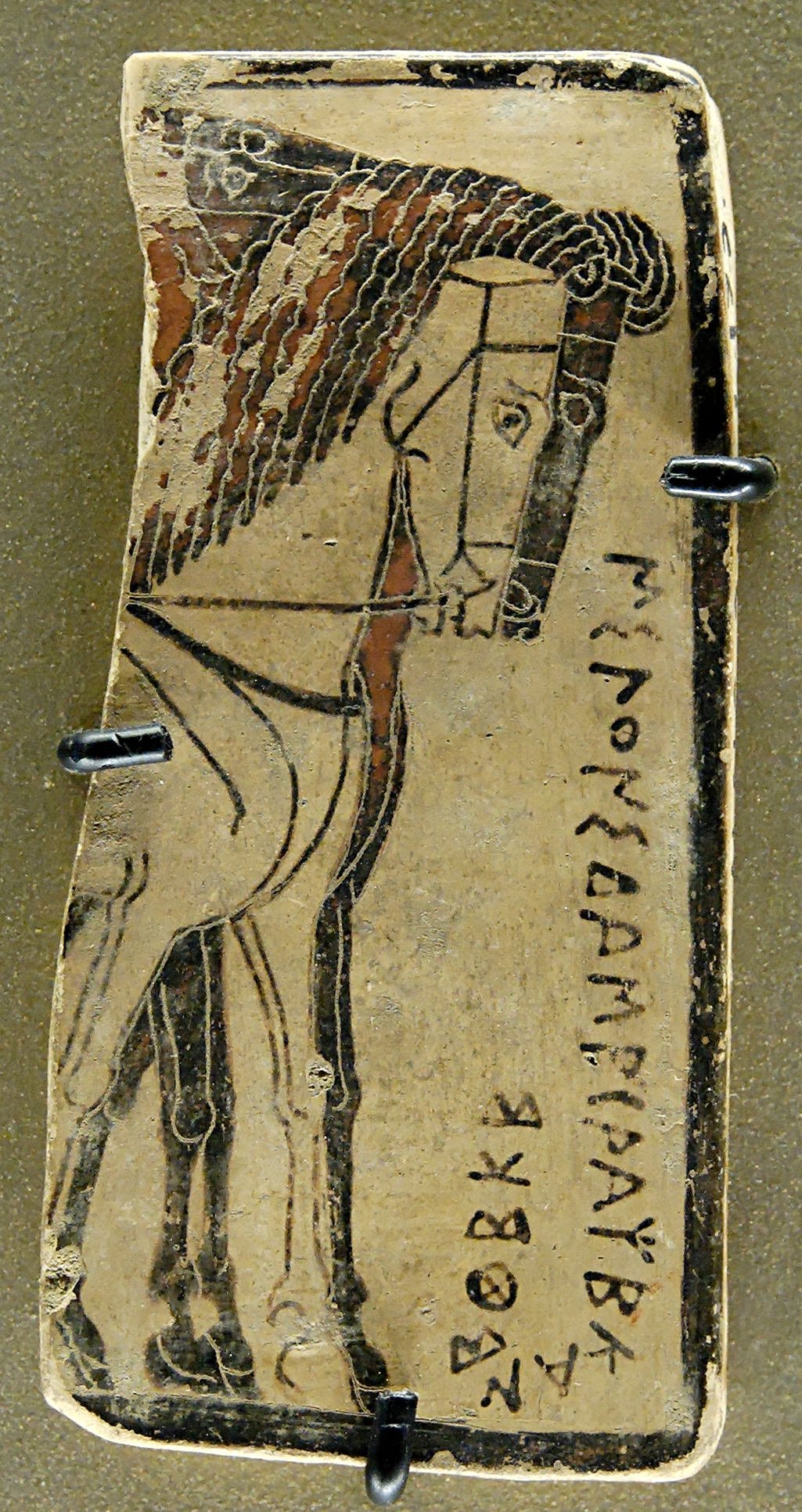
Pinax des Milonidas

- um 550 v. Chr.: Milonidas, einer der wenigen namentlich bekannten Vasenmaler aus Korinth, fertigt seine Werke im spätkorinthisch-schwarzfigurigen Stil.

## Geboren
- Atossa, persische Prinzessin († 475 v. Chr.)
- um 550 v. Chr.: Miltiades der Jüngere, athenischer Feldherr und Politiker († 489 v. Chr.)

## Gestorben
- Spitamas, medischer Ehemann von Amytis (* vor 565 v. Chr.)
- 555/550 v. Chr.: Arkesilaos II., König von Kyrene